# سببيات (طب)

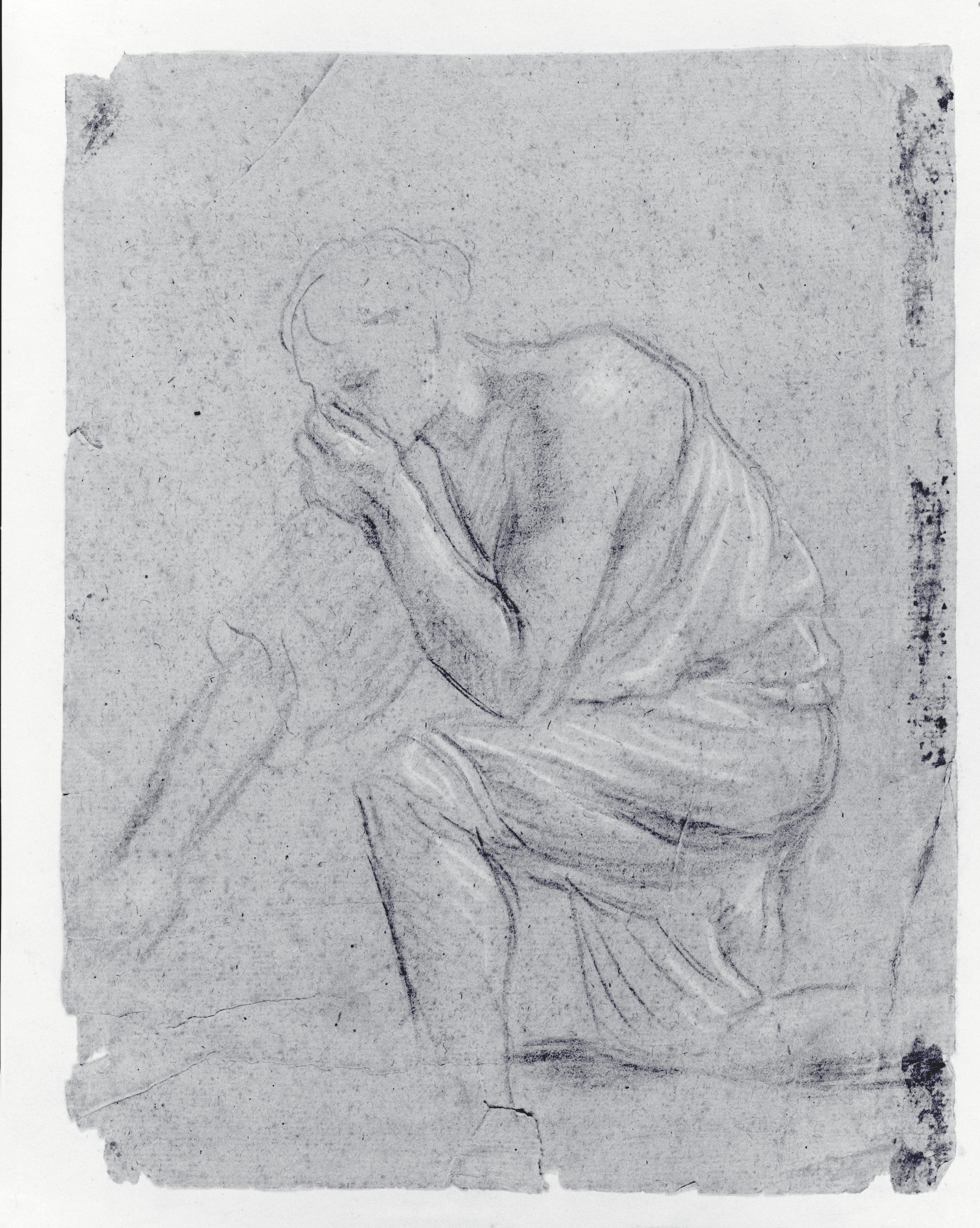

السببيات (بالإنجليزية: Aitiology)‏ هي دراسة السببية أو الإبداعية. اشتقت هذه الكلمة من الكلمة اليونانية αἰτιολογία، الأساس المنطقي، لتبرير (αἰτία، سبب، السبب و-λογία، كلام).

## الوصف
في الطب، يُشير هذا المصطلح إلى أسباب الأمراض أو علوم الأمراض. حيث لا يمكن إثبات علم أسباب الأمراض، ويطلق على هذا الاضطراب اسم مجهول السبب.
وربما تُشير الأفكار التقليدية لأسباب المرض إلى “عين حاسدة”.
حيث طرح العالم الروماني القديم ماركوس ترينتس فارو (Marcus Terentius Varro) أفكارًا مبتكرة عن الميكروبات في كتابه الذي نُشر في القرن الأول قبل الميلاد بعنوان في علم الزراعة.
وأظهر فِكر القرون الوسطى لعلم أسباب الأمراض الذي تأثر به جالينوس Galen وأبقراط Hippocrates. وبصفة عامة كانت تُسيطر على الأطباء الأوروبيين في القرون الوسطى فكرة أن المرض مرتبط بالهواء ولذلك تبنوا منهجية الوَبَالة لعلم السببيات.
اكتشف أن علم أسباب الأمراض له تاريخ في شرح روبرت كوخ Robert Koch الذي أظهر أن عصوية السُل (المتفطرة السُلية المعقدة) تُسبب أمراض السُل والعصوية الجمرية التي تُصيب بـ الجمرة الخبيثة وضمة الكوليرا المسببة لـ الكوليرا. وتم تلخيص سلسلة التفكير والبراهين في فرضيات كوخ. ولكن اقتصر إثبات العلاقة السببية للأمراض المُعدية إلى الحالات الفردية التي توفر الأدلة التجريبية لعلم أسباب الأمراض.
وفي علم الوبائيات، هناك العديد من الأدلة المطلوبة معًا لاستنتاج العلاقة السببية. حيث أوضح السيد أوستن برادفورد هيل العلاقة السببية بين التدخين وسرطان الرئة، ولخص سلسلة الأسباب في معايير علم الوبائيات لمسببات الأمراض. وألّفَ الدكتور إيفانز Evans عالم الأوبئة الأمريكي، أفكاره السالفة في اقتراح المفهوم الموحد لعلم أسباب الأمراض.
فضلاً عن أن التفكير الإضافي كان مطلوبًا لتمييز العلاقة السببية من الاتحاد أو العلاقة ذات الدلالة الإحصائية. وربما تحدث الأحداث معًا ببساطة نتيجة العشوائية أو الانحياز أو الخلط، بدلاً من أن يتسبب حدث واحد في آخر. ومن المهم أيضًا معرفة ما الحدث المتسبب. فإن أخذ العينات والقياس الدقيق هم أكثر أهمية من التحليل الإحصائي المتطور لتحديد العلاقة السببية. حيث تُشارك الأدلة التجريبية، الاعتراضات (المُقدمة أو إزالة السبب المفترض) التي تعطي الدليل الأكثر إقناعًا من علم أسباب الأمراض.
وفي بعض الأحيان يُعتبر علم أسباب الأمراض جزءًا من سلسلة العلاقة السببية. وربما يتطلب سبب المرض عاملاً مشاركًا مستقلاً يخضع لمُثير (زيادات التعبير) محدث المرض. مثال على كل ما سبق، والذي تعرف عليه في وقت لاحق، هو مرض القرحة الهضمية التي قد تحدث نتيجة الإجهاد والتي تتطلب وجود الإفرازات الحمضية في المعدة ولها مُسببات أولية في الإصابة بـ الملوية البوابية. وربما يمكن دراسة كثير من الأمراض المزمنة غير معروفة السبب في هذا الإطار لشرح المجموعات الوبائية المتعددة أو عوامل الخطر التي قد تكون أو لا تكون لها علاقة سببية ذات صلة والتي تحاول الحصول على المسببات الفعلية.
فبعض هذه الأمراض، مثل السكري أو التهاب الكبد، تحدد بصورة متلازمة من خلال علاماتها وأعراضها، لكنها تشتمل على ظروف مختلفة من المسببات المختلفة. وعلى العكس، فربما تنتج المُسببات الفردية في ظروف مختلفة، مثل فيروس إبشتاين-بار، أمراض مختلفة مثل كثرة الوحيدات أو سرطان البلعوم الأنفي أو لمفومة بيركت.